# Поцілунок Чаніти
«Поцілунок Чаніти» (рос. «Поцелуй Чаниты») — український радянський художній широкоформатний фільм 1974 року режисера Євгена Шерстобитова в жанрі музичної комедії за мотивами однойменної оперети Юрія Мілютіна і Євгена Шатуновського. Виробництво кіностудії імені Олександра Довженка. Прем'єра фільму відбулася 16 вересня 1974 року.

## Сюжет
Красуня Чаніта разом з трьома друзями приїжджає в своє рідне місто Сан-Лоренто. Власник бару, шахрай і багач Чезаре, який почув її спів, прагне стати мером і пропонує їй за кохання золоті гори…

## У ролях
- Лариса Єрьоміна (співає Л. Гримальська) — Чана Рамірос
- Алефтіна Євдокимова (співає Е.Чепелінська) — Анжела
- Наталія Дрожжина (співає З.Невська) — Аніта
- Борис Дьяченко (співає Ю. Рожков) — Пабло
- Фелікс Пантюшин (співає С. Мінахін) — Рамон
- Віталій Дорошенко — Дієго
- Олександр Горелік — Чезаре
- Спартак Мішулін — префект поліції
- Микола Гаврилов — Вундервуд, режисер вар'єте
- Оскар Волін — сержант поліції
- Ірина Мурзаева — сестра Ліги моральності
- Серафима Пейсіна — сестра Ліги моральності
- Інна Батасова — сестра Ліги моральності
- Ніна Хініч — сестра Ліги моральності
- Валентин Грудінін — шофер Чезаре
- Дмитро Капка — дядечко Філіпа
- Олег Комаров — репортер
- Сергій Шеметило — господар ремонтної майстерні
- Олександр Толстих — міщанин (немає в титрах)

## Творча група
- Автор сценарію: Євген Шерстобитов, Євген Шатуновський
- Режисер-постановник: Євген Шерстобитов
- Оператор-постановник: Михайло Чорний
- Композитор: Георгій (Юрій) Мілютін, Михайло Бойко